# Grzegorz Kuczeriszka
Grzegorz Kuczeriszka (ur. 25 marca 1962 w Warszawie) – polski operator filmowy i reżyser. Ukończył studia na Wydziale Operatorskim PWSFTviT w Łodzi.
Były mąż aktorki Jolanty Fraszyńskiej.

## Filmografia

### Zdjęcia
- Kiler (1997)
- Kiler-ów 2-óch (1999)
- Egoiści (2000)
- Pieniądze to nie wszystko (2001)
- Gulczas, a jak myślisz... (2001)
- Oficer (2004–2005, współautor zdjęć do odcinka 11)
- Ławeczka (2004)
- Dublerzy (2006)
- Skazany na bluesa (2005)
- Teraz albo nigdy! (2008)
- Pora mroku (2008)
- Czas honoru (2008–2011, odcinki 14-39)
- Weekend (2011)

### Reżyseria
- Pora mroku (2008)
- Teraz albo nigdy! (2008)
- Hotel 52 (2009)
- Czas honoru (2008–2011, odcinki 14-26)
- Przyjaciółki (2012–2020, odcinki 1-194)
- Piękni i bezrobotni (2021)
- Tajemnica zawodowa 2 (od 2022)